# PGM Ultima Ratio
Le PGM Ultima Ratio est un fusil de précision de conception et de fabrication françaises. Il utilise la cartouche OTAN de 7,62 × 51 mm mais, il peut également être chambré pour d'autres cartouches. C'est une arme destinée à remplir un rôle antipersonnel qui est produite par PGM Précision. Ses principaux concurrents pour les fusils de précision haut de gamme sont Accuracy International Arctic Warfare et Sako TRG. 
Le nom du fusil viendrait de l'expression latine ultima ratio regum (le dernier argument des rois, c'est-à-dire la guerre), que le roi Louis XIV de France avait gravé sur ses canons.

## Détails de conception
Le fusil a été mis au point en 1991 spécialement pour le RAID en Haute-Savoie,.
Comme les autres fusils de précision du même constructeur - le PGM Hecate II (chambré en .50 BMG ) et PGM 338 (chambré en .338 Lapua Magnum ) - le PGM Ultima Ratio est structuré autour d'un châssis central à poutres métalliques rigides afin de minimiser le poids et simplifier l'entretien.
Le châssis de l'arme est fabriqué à partir d'un alliage d'aluminium Zicral. La culasse en acier a trois tenons en tête qui se verrouillent dans une extension du canon. Il dispose également d'orifices d'aération de surpression permettant aux gaz à haute pression de s'échapper dans le cas rare d'une défaillance de la tête de la douille. Le canon est flottant et peut se changer à l'aide d'une clé Allen de 5 mm. PGM revendique un changement de canon en 30 secondes.
Il existe plusieurs configurations de canon. Le canon d'intervention arbore des cannelures (rainures servant à disperser la chaleur) sur toute sa longueur et un frein de bouche intégré pour réduire le recul, le saut et le flash. Les canons Commando I et Commando II possèdent des rainures cannelées et peuvent avoir des freins de bouche intégrés ou amovibles. Si les canons sont filetés pour un frein de bouche amovible, ils peuvent également être équipés d'un suppresseur amovible. Le canon Intégral Silencieux possède un suppresseur intégré.
La poignée pistolet et le fût sont en polymère et montés sur le châssis. La crosse est en métal et possède une épaulette réglable pour une visée confortable et minimiser les effets du recul sur l'opérateur. Elle est également réglable en longueur  et en hauteur. La crosse pliable peut être pliée sur le côté gauche de l'arme. Un piquet repliable sous la crosse aide à maintenir l'arme dans une position stable pendant de longues périodes et est plus efficace lorsqu'il est couplé au support bipied repliable sous le canon du fusil. 
Le PGM Ultima Ratio est équipé d'un rail Picatinny ce qui lui permet d'être équipé des viseurs optiques standards de l'OTAN. Il dispose également d'une mire métallique en cas de défaillance du viseur principal.
Une nouvelle version du PGM Ultima Ratio avec une portée de 1 000 m contre 800 m précédemment est présentée au salon Eurosatory de 2022.

## Utilisateurs
L'arme est exportée dans 45 pays.

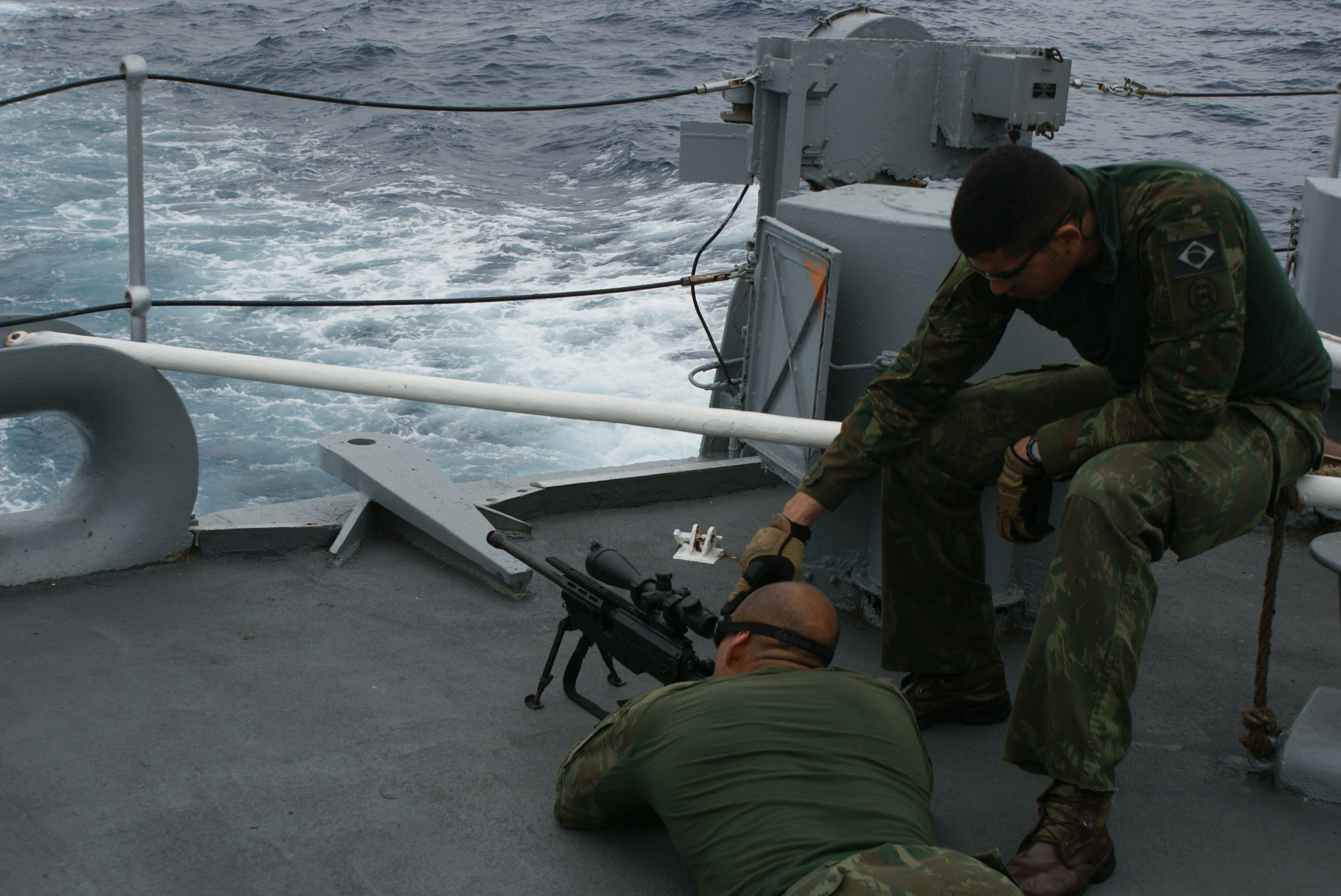
Un PGM Ultima Ratio en service dans la marine du Brésil.

- Brésil: Utilisé par le Batalhão de Operações Especiais de Fuzileiros Navais.
- France: Utilisé par la Brigade de recherche et d'intervention de Paris pour le contre-terrorisme et l'intervention[5], par le RAID[6] et par le GIGN[7]
- Israël: Utilisé par les forces spéciales dont le Yamam
- Lituanie: Utilisé par le groupe anti-terroriste de la police ARAS[8].
- Maroc: Utilisé par l'Armée royale du Maroc[9].
- Slovénie: Forces armées de Slovénie[10].